# Schwanebeck
Schwanebeck è una città di 2 402 abitanti situata nel land della Sassonia-Anhalt, in Germania.
Appartiene al circondario dello Harz ed è parte della Verbandsgemeinde Vorharz.

## Geografia antropica

### Suddivisioni amministrative
Alla città di Schwanebeck appartiene la frazione di Nienhagen.